# Communauté d'agglomération de Lens-Liévin
Pour les articles homonymes, voir CALL.
La communauté d'agglomération de Lens-Liévin (CALL) est une intercommunalité française située dans le département du Pas-de-Calais et la région Hauts-de-France. Elle est créée le 29 décembre 1999 avec pour date d’effet le 1er janvier 2000. Son siège est situé dans la commune de Lens. Elle regroupe 36 communes et totalise 242 587 habitants en 2021. Elle est localisée dans le sud-est du Pas-de-Calais. 

## Historique
Créée le 1er janvier 2000, la communauté d'agglomération de Lens-Liévin provient de la transformation, dans le cadre des dispositions de la loi relative au renforcement et à la simplification de la coopération intercommunale (loi « Chevènement » de 1999), du  district de l’agglomération de Lens-Liévin, né en 1968.
Le 25 juin 2004, la communauté d'agglomération a adopté la dénomination de communication de Communaupole, mais son nom officiel demeure communauté d'agglomération de Lens-Liévin.

## Territoire communautaire

### Géographie

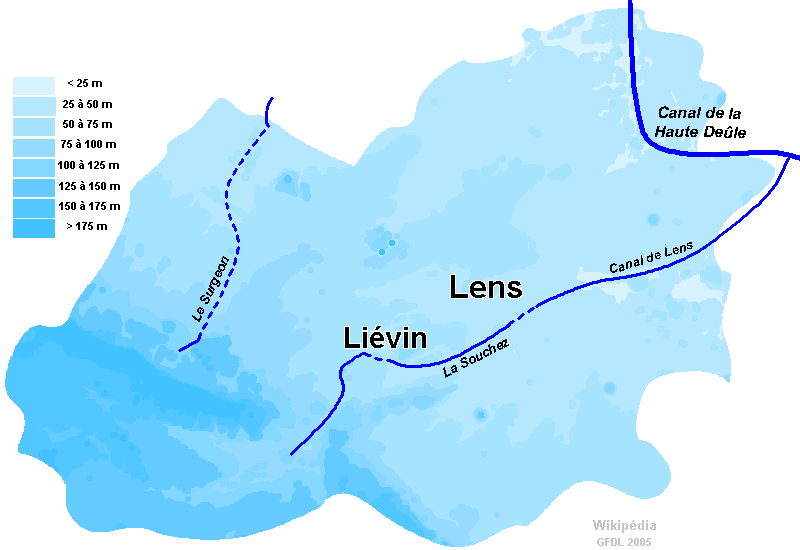
Représentation schématique du relief dans la Communaupole.

Adossée aux collines d'Artois, la Communaupole couvre une grande partie de la plaine de Lens (la Gohelle). Sa superficie totale est de 240 km2 environ, ce qui représente une densité de population de 1 013 habitants au kilomètre carré. Les altitudes s'échelonnent de 192 mètres au sud-ouest (Bouvigny-Boyeffles) à 14 mètres au nord-est (Wingles), avec une mention particulière pour les terrils de Loos-en-Gohelle qui culminent à 187 mètres. L'altitude moyenne est de 67 mètres.
L'agglomération est drainée par le Surgeon, affluent de la Lys et par la Deûle canalisée et ses affluents (dont la Souchez). Elle participe à ce titre à deux schémas d'aménagement et de gestion des eaux.

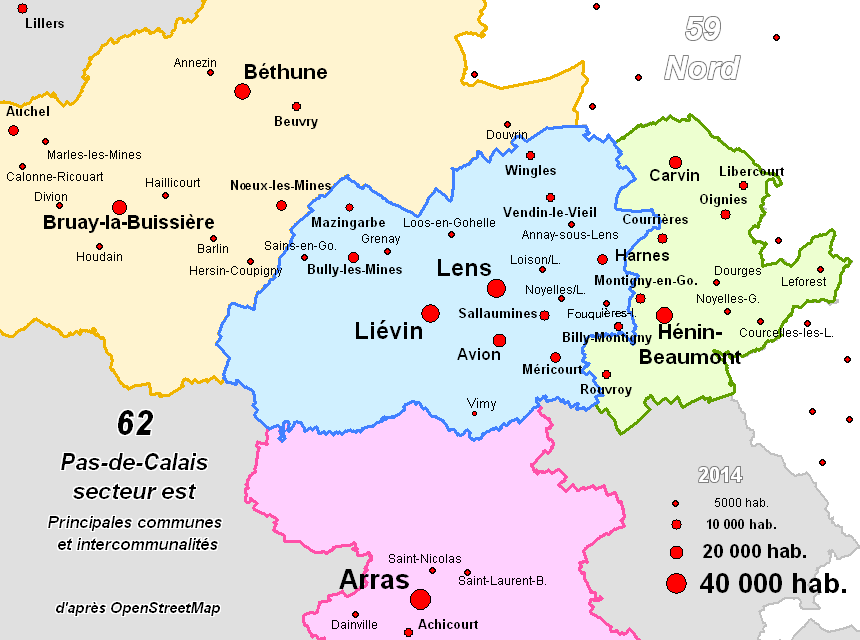
Intercommunalités du secteur est du Pas-de-Calais (Arras, Béthune-Bruay, Lens-Liévin, Hénin-Carvin), celle d'Hénin-Carvin est en vert.

Elle couvre tout ou partie de cinq circonscriptions législatives du Pas-de-Calais (2e, 11e, 12e, 13e, 14e) et de six cantons : Avion, Bully-les-Mines, Harnes, Lens, Liévin et Wingles.

### Composition
La communauté d'agglomération est composée des 36 communes suivantes :

| Nom                  | Code Insee | Gentilé          | Superficie (km2) | Population (dernière pop. légale) | Densité (hab./km2) |
| -------------------- | ---------- | ---------------- | ---------------- | --------------------------------- | ------------------ |
| Lens (siège)         | 62498      | Lensois          | 11,7             | 32 697 (2022)                     | 2 795              |
| Ablain-Saint-Nazaire | 62001      | Ablainois        | 9,85             | 1 966 (2022)                      | 200                |
| Acheville            | 62003      | Achevillois      | 3,04             | 579 (2022)                        | 190                |
| Aix-Noulette         | 62019      | Aixois           | 10,44            | 3 915 (2022)                      | 375                |
| Angres               | 62032      | Angrois          | 4,82             | 4 719 (2022)                      | 979                |
| Annay                | 62033      | Annaysiens       | 4,33             | 4 544 (2022)                      | 1 049              |
| Avion                | 62065      | Avionnais        | 13,04            | 17 571 (2022)                     | 1 347              |
| Bénifontaine         | 62107      | Bénifontainois   | 4,24             | 337 (2022)                        | 79                 |
| Billy-Montigny       | 62133      | Billysiens       | 2,71             | 8 027 (2022)                      | 2 962              |
| Bouvigny-Boyeffles   | 62170      | Bovéniens        | 9,07             | 2 385 (2022)                      | 263                |
| Bully-les-Mines      | 62186      | Bullygeois       | 7,66             | 12 172 (2022)                     | 1 589              |
| Carency              | 62213      | Carençois        | 8,6              | 820 (2022)                        | 95                 |
| Éleu-dit-Leauwette   | 62291      | Éleusiens        | 1,17             | 2 815 (2022)                      | 2 406              |
| Estevelles           | 62311      | Estevellois      | 2,54             | 2 002 (2022)                      | 788                |
| Fouquières-lès-Lens  | 62351      | Fouquiérois      | 4,14             | 6 134 (2022)                      | 1 482              |
| Givenchy-en-Gohelle  | 62371      | Givenchyssois    | 5,95             | 2 049 (2022)                      | 344                |
| Gouy-Servins         | 62380      | Goisais          | 3,32             | 357 (2022)                        | 108                |
| Grenay               | 62386      | Grenaysiens      | 3,22             | 6 674 (2022)                      | 2 073              |
| Harnes               | 62413      | Harnésiens       | 10,76            | 12 264 (2022)                     | 1 140              |
| Hulluch              | 62464      | Hulluchois       | 5,74             | 3 377 (2022)                      | 588                |
| Liévin               | 62510      | Liévinois        | 12,83            | 30 113 (2022)                     | 2 347              |
| Loison-sous-Lens     | 62523      | Loisonnais       | 3,55             | 5 202 (2022)                      | 1 465              |
| Loos-en-Gohelle      | 62528      | Loosois          | 12,7             | 6 850 (2022)                      | 539                |
| Mazingarbe           | 62563      | Mazingarbois     | 10,29            | 8 164 (2022)                      | 793                |
| Méricourt            | 62570      | Méricourtois     | 7,53             | 11 651 (2022)                     | 1 547              |
| Meurchin             | 62573      | Meurchinois      | 4,64             | 3 715 (2022)                      | 801                |
| Noyelles-sous-Lens   | 62628      | Noyellois        | 3,72             | 6 757 (2022)                      | 1 816              |
| Pont-à-Vendin        | 62666      | Pont-à-Vendinois | 2,01             | 3 099 (2022)                      | 1 542              |
| Sains-en-Gohelle     | 62737      | Sainsois         | 5,71             | 5 972 (2022)                      | 1 046              |
| Sallaumines          | 62771      | Sallauminois     | 3,82             | 9 633 (2022)                      | 2 522              |
| Servins              | 62793      | Servinois        | 6,36             | 1 146 (2022)                      | 180                |
| Souchez              | 62801      | Souchezois       | 6,75             | 2 664 (2022)                      | 395                |
| Vendin-le-Vieil      | 62842      | Vendinois        | 10,67            | 8 596 (2022)                      | 806                |
| Villers-au-Bois      | 62854      | Villersois       | 5,2              | 610 (2022)                        | 117                |
| Vimy                 | 62861      | Vimynois         | 11,33            | 4 281 (2022)                      | 378                |
| Wingles              | 62895      | Winglois         | 5,93             | 8 734 (2022)                      | 1 473              |

### Démographie
| 1968    | 1975    | 1982    | 1990    | 1999    | 2010    | 2015    | 2021    |
| ------- | ------- | ------- | ------- | ------- | ------- | ------- | ------- |
| 277 620 | 262 363 | 254 282 | 251 585 | 250 199 | 244 561 | 242 645 | 242 587 |

### Logement
En 2022, le nombre total de logements dans la communauté d'agglomération était de 112 123, alors qu'il était de 109 138 en 2016 et de 105 250 en 2011
, soit une progression du nombre total de logements de 6,5 % depuis 2011.
Parmi ces 112 123 logements, 92,5 % étaient des résidences principales, (soit 103 670 logements), 0,5 % des résidences secondaires et 7,1 % des logements vacants. Ces logements étaient pour 80,1 % d'entre eux des maisons individuelles et pour 19,4 % des appartements.
Sur les 103 670 résidences principales, 46,0 % sont occupées par des propriétaires, 52,1 % par des locataires et 1,9 % par des personnes logées gratuitement.
Le tableau ci-dessous présente la typologie des logements dans la communauté d'agglomération en 2022 en comparaison avec celle du Pas-de-Calais et de la France entière. Une caractéristique marquante du parc de logements est ainsi la faible proportion des résidences secondaires et logements occasionnels (0,5 %) par rapport au département (6,6 %) et à la France entière (9,7 %) ainsi que d'une proportion de logements vacants (7,1 %) inférieure à celle du département (7,2 %) et de la France entière (8 %).
| Typologie                                               | Communauté d'agglomération | Pas-de-Calais | France entière |
| ------------------------------------------------------- | -------------------------- | ------------- | -------------- |
| Résidences principales (en %)                           | 92,5                       | 86,2          | 82,3           |
| Résidences secondaires et logements occasionnels (en %) | 0,5                        | 6,6           | 9,7            |
| Logements vacants (en %)                                | 7,1                        | 7,2           | 8              |

Le tableau ci-dessous présente le type de combustible principal utilisé dans les résidences principales ainsi que l'évolution des différents types de combustible entre 2011 et 2022.
| Type de combustible principal du logement | Communauté d'agglomération | Communauté d'agglomération | Communauté d'agglomération | Pas-de-Calais 2022 |
| Type de combustible principal du logement | 2011                       | 2022                       | △                          | Pas-de-Calais 2022 |
| ----------------------------------------- | -------------------------- | -------------------------- | -------------------------- | ------------------ |
| Gaz de ville - réseau de chaleur          | 68,2 %                     | 68,8 %                     | 0,6                        | 51,7 %             |
| Fioul (mazout)                            | 5,9 %                      | 3,3 %                      | -2,6                       | 7,4 %              |
| Électricité                               | 16,7 %                     | 19,2 %                     | 2,5                        | 24,4 %             |
| Gaz en bouteilles ou en citerne           | 1,2 %                      | 0,5 %                      | -0,7                       | 1,0 %              |
| Autres (bois, solaire, géothermie, etc.)  | 8,0 %                      | 8,2 %                      | 0,2                        | 15,5 %             |

### Économie

#### Revenus de la population et fiscalité
En 2021, la communauté d'agglomération compte 96 541 ménages fiscaux, regroupant 224 486 personnes.
En 2021, le revenu fiscal médian par ménage, le taux de pauvreté des ménages et la part des ménages fiscaux imposés de la communauté d'agglomération, du département du Pas-de-Calais et de la métropole sont les suivants :
- le revenu fiscal médian par ménage de la communauté d'agglomération est de 19 010 €, inférieur à celui du département du Pas-de-Calais (20 720 €) et inférieur à celui de la France métropolitaine (23 080 €)[Insee 8],[Insee 9],[Insee 10] ;
- le taux de pauvreté des ménages de la communauté d'agglomération est de 23,8 %, supérieur à celui du département du Pas-de-Calais (18,4 %) et supérieur à celui de la métropole (14,9 %)[Insee 11],[Insee 12],[Insee 13] ;
- la part des ménages fiscaux imposés dans la communauté d'agglomération est de 38,1 %, inférieure à celle du département du Pas-de-Calais (44,1 %) et inférieure à celle de la métropole (53,4 %)[Insee 8],[Insee 9],[Insee 10].

#### Emploi
|                       | 2011   | 2016   | 2022   |
| --------------------- | ------ | ------ | ------ |
| CA de Lens - Liévin   | 20,4 % | 21,9 % | 17,3 % |
| Département           | 11,3 % | 13,7 % | 11,2 % |
| France métropolitaine | 11,6 % | 13,7 % | 11,7 % |

En 2022, la population âgée de 15 à 64 ans s'élève à 150 658 personnes, parmi lesquelles on compte 68,9 % d'actifs (57,0 % ayant un emploi et 11,9 % de chômeurs) et 31,1 % d'inactifs,. En 2022, le taux de chômage (au sens du recensement) des 15-64 ans est supérieur à celui du département et supérieur à celui de la France métropolitaine.
La communauté d'agglomération compte 73 580 emplois en 2022, contre 70 390 en 2016 et 72 722 en 2011. Le nombre d'actifs ayant un emploi résidant dans la communauté d'agglomération est de 86 659, soit un indicateur de concentration d'emploi de 84,9 et un taux d'activité parmi les 15 ans ou plus de 53,6 %.
Sur ces 86 659 actifs de 15 ans ou plus ayant un emploi, 69 924 travaillent dans la communauté d'agglomération, soit 81 % des habitants. Pour se rendre au travail, 85,6 % des habitants de la communauté d'agglomération utilisent une voiture, un camion ou une fourgonnette, 4,9 % les transports en commun, 6,9 % s'y rendent en deux-roues motorisé, à vélo ou à pied et 2,5 % n'ont pas besoin de transport (travail au domicile).

#### Entreprises et commerces

##### Activités hors agriculture
En 2022, 10 965 établissements marchands non agricoles sont économiquement actifsdans la  communauté d'agglomération,,.
| Secteur d'activité                                                                                        | CA de Lens - Liévin | CA de Lens - Liévin | Département |
| Secteur d'activité                                                                                        | Nombre              | %                   | %           |
| --- | ------------------- | ------------------- | ----------- |
| Ensemble                                                                                                  | 10 965              | 100 %               | (100 %)     |
| Industrie manufacturière, industries extractives et autres                                                | 668                 | 6,1 %               | (5,3 %)     |
| Construction                                                                                              | 1 255               | 11,4 %              | (11,7 %)    |
| Commerce de gros et de détail, transports, hébergement et restauration                                    | 3 395               | 31,0 %              | (22,5 %)    |
| Information et communication                                                                              | 260                 | 2,4 %               | (3,6 %)     |
| Activités financières et d'assurance                                                                      | 438                 | 4,0 %               | (5,3 %)     |
| Activités immobilières                                                                                    | 358                 | 3,3 %               | (5,7 %)     |
| Activités spécialisées, scientifiques et techniques et activités de services administratifs et de soutien | 1 484               | 13,5 %              | (20,2 %)    |
| Administration publique, enseignement, santé humaine et action sociale                                    | 1 948               | 17,8 %              | (15,8 %)    |
| Autres activités de services                                                                              | 1 159               | 10,6 %              | (9,9 %)     |

Deux secteurs sont prépondérants dans la communauté d'agglomération avec 48,8 % du nombre total d'établissements : celui du commerce de gros et de détail, des transports, de l'hébergement et de la restauration, et celui de l'administration publique, enseignement, santé humaine et action sociale, contre 38,3 % au niveau département.

#### Tourisme

##### Hôtellerie, camping et autres hébergements collectifs
Au 1er janvier 2025, la communauté d'agglomération de Lens-Liévin dispose de dix hôtels pour une capacité totale de 460 chambres, d'aucun camping et d'un autre type d'hébergement collectif totalisant 24 places de lit.

## Organisation

### Siège
Le siège de la communauté d'agglomération se trouve au 21 Rue Marcel-Sembat à Lens.

### Élus
Le conseil communautaire de la communauté d'agglomération se compose de 91 conseillers, représentant chacune des communes membres et élus pour une durée de six ans.
Ils sont répartis comme suit :
| Nombre de conseillers | Communes |
| --------------------- | --- |
| 10                    | Lens, Liévin |
| 6                     | Avion |
| 4                     | Bully-les-Mines, Harnes, Méricourt |
| 3                     | Billy-Montigny, Grenay, Mazingarbe, Sallaumines, Vendin-le-Vieil, Wingles                                                                          |
| 2                     | Aix-Noulette, Angres, Annay, Fouquières-lès-Lens, Hulluch, Loison-sous-Lens, Loos-en-Gohelle, Meurchin, Noyelles-sous-Lens, Sains-en-Gohelle, Vimy |
| 1 (+1 suppléant)      | les 13 autres communes |

### Présidence
À la suite des élections municipales et communautaires de 2020, le conseil communautaire du 7 juillet 2020 a réélu Sylvain Robert, maire de Lens comme président.
Le conseil communautaire a ensuite élu, le 18 juillet 2020, ses vice-présidents, qui sont:
1. Laurent Duporge, maire de Liévin, chargé de développement économique et des enjeux métropolitains ;
2. Alain Bavay, adjoint au Maire d’Eleu-dit-Leauwette, chargé de la cohésion sociale ;
3. Bernard Baude, maire de Méricourt, chargé de la transition durable ;
4. Jean-Marie Alexandre, maire de Souchez, chargé des finances et prospectives ;
5. André Kuchcinski, maire de Hulluch, chargé de la coopération territoriale et de la mutualisation ;
6. Christian Pedowski, maire de Sallaumines, chargé de l'administration générale ;
7. François Lemaire, maire de Bully-les-Mines, chargé de l'habitat ;
8. Philippe Duquesnoy, maire de Harnes, chargé de l'économie touristique ;
9. Daniel Kruszka, maire de Loison-sous-Lens, chargé de l'ambition numérique ;
10. Pierre Sénéchal, maire de Givenchy en Gohelle, chargé de l'eau et de l'assainissement ;
11. Christelle Buissette, adjointe au maire de Grenay, chargée des dynamiques culturelles ;
12. Alain Roger, maire de Noyelles-sous-Lens, chargé de l'engagement pour le renouveau du bassin minier (ERBM) et du renouvellement urbain ;
13. Alain Lherbier, maire de Gouy-Servins, chargé de la réduction, collecte et valorisation des déchets ;
14. Jean Letoquart, adjoint au maire d'Avion, chargé de la politique foncière ;
15. Laurent Poissant, maire de Mazingarbe, charge du rayonnement sportif.

| Période     | Période                      | Identité             | Étiquette | Qualité |
| ----------- | ---------------------------- | -------------------- | --------- | --- |
| 1968        | 1998                         | André Delelis        | PS        | Ministre (1981 → 1983) Sénateur du Pas-de-Calais (1983 → 1992) Député du Pas-de-Calais (13e circ.) (1967 → 1981)                    |
| 1998        | 2001                         | Jean-Marie Alexandre | MRC       | Instituteur Maire de Souchez (1995 →) Vice-président du conseil régional du Nord-Pas-de-Calais (1998 → 2015)                        |
| 2001        | 2010                         | Michel Vancaille     | PS        | Contrôleur PTT Conseiller général de Bully-les-Mines (1994 → 2015) Vice-président du conseil général du Pas-de-Calais (2011 → 2015) |
| 31 mai 2010 | 22 avril 2014                | Jean-Pierre Kucheida | PS        | Professeur certifié Député du Pas-de-Calais (12e circ.) (1981 → 1986 et 1988 → 2012) Maire de Liévin (1981 → 2013)                  |
| avril 2014  | En cours (au 7 juillet 2020) | Sylvain Robert       | PS        | Maire de Lens (2013 →) |

### Compétences
La communauté exerce les compétences qui lui ont été transférées par les communes membres, dans les conditions définies par le code général des collectivités territoriales. Il s'agit notamment de  :
- assainissement, eaux usées et pluviales,
- eau potable,
- déchets ménagers, collecte et incinération incluant le tri sélectif,
- environnement,
- aménagement du territoire,
- politique de la ville,
- développement économique,
- tourisme (pays d'art et d'histoire depuis janvier 2008).

Depuis le 1er janvier 2003, la communauté n'exerce plus les compétences relatives aux services de mobilité et à l'organisation des réseaux de transports. Le statut d'AOM ayant été transféré au syndicat mixte de transports Artois-Gohelle.
La communauté pilote la politique du logement sur le territoire et est chargée de la rédaction du programme local d'habitat.
La communauté est également chargée de la politique environnementale du territoire. En effet, depuis la loi du 12 juillet 2010 portant engagement national pour l'environnement dit "Grenelle II" impose aux EPCI de plus de 50 000 habitant la rédaction d'un plan climat air énergie territorial. Cette obligation, renforcée par la loi de transition énergétique pour la croissance verte (LTECV) de 2015.

### Régime fiscal et budget
L'intercommunalité est un établissement public de coopération intercommunale (EPCI) à fiscalité propre. Le budget d’un EPCI à fiscalité se présente comme une collectivité en deux sections : le fonctionnement et l’investissement.
- Le fonctionnement correspond aux services à la population (gestion des déchets, l’eau potable, les aides à l’habitat, l’attractivité économique et touristique) mais aussi la gestion courante de l’agglomération.
- L’investissement, c’est ce qui prépare l’avenir du territoire et de ses habitants : construction ou rénovation d’équipements, réseau des déchèteries, agrandissement des parcs d’activité économique, aménagement du parc des Cytises, rénovation de châteaux d’eau …

En 2019, le budget de la CALL représentait 298 millions d'euros, dont 133 millions d'investissement et 165 millions de fonctionnement
Afin de financer l'exercice de ses compétences, elle perçoit, comme l'ensemble des communautés d'agglomération, la fiscalité professionnelle unique (FPU) – qui a succédé à la taxe professionnelle unique (TPU) – et assure une péréquation de ressources entre les communes résidentielles et celles dotées de zones d'activité.
Elle perçoit également une taxe d'enlèvement des ordures ménagères (TEOM), qui finance le fonctionnement de ce service public.

## Projets et réalisations
La communauté d'agglomération de Lens-Liévin (CALL) élabore son schéma de cohérence territoriale (SCOT) dans le cadre d'un syndicat mixte qui l'associe avec sa voisine, la communauté d'agglomération d'Hénin-Carvin. Les deux communautés d'agglomérations exploitent également en commun un crématorium et collaborent dans plusieurs autres domaines.
Ainsi depuis 2003, elles ont transféré leurs compétences en matière de mobilité et de transports (PDU et réseau Tadao) au Syndicat mixte des transports Artois-Gohelle auquel se sont jointes en 2006 la communauté d'agglomération de l'Artois (anciennement Artois Comm.) et la communauté de communes de Nœux et environs (CCNE). Dans le cadre des dispositions de la loi portant nouvelle organisation territoriale de la République (Loi NOTRe) du 7 août 2015, qui prévoit que les établissements publics de coopération intercommunale (EPCI) à fiscalité propre doivent avoir un minimum de 15 000 habitants, la communauté d'agglomération de l'Artois a fusionné avec la communauté de communes Artois-Lys et la communauté de communes Artois-Flandres, afin de former le 1er janvier 2017, la communauté d'agglomération de Béthune-Bruay, Artois-Lys Romane, conformément à l'arrêté préfectoral du 13 septembre 2016. Leurs communes membres intègrent de fait le ressort territorial du SMT AG.
La CALL fait également partie d'Euralens, dont Sylvain Robert est le président depuis 2015.
L'Agglomération a financé et réalisé le Centre d'Interprétation Lens' 14 - 18 de Souchez ouvert depuis juin 2015. Cet équipement à vocation culturelle et touristique présente les événements de la Première Guerre mondiale de toute la région Nord Pas de Calais. Localisé au pied de la colline de Notre-Dame-de-Lorette, ce musée a pour ambition de devenir la porte d'entrée du tourisme de mémoire en région avec l'appui de la formidable concentration de sites symboliques de la Grande Guerre tels que le lieu historique national du Canada à Vimy, le cimetière britannique du Cabaret Rouge, la Nécropole nationale de Notre Dame de Lorette et l'Anneau de la mémoire.